# Ensayo de placa de carga

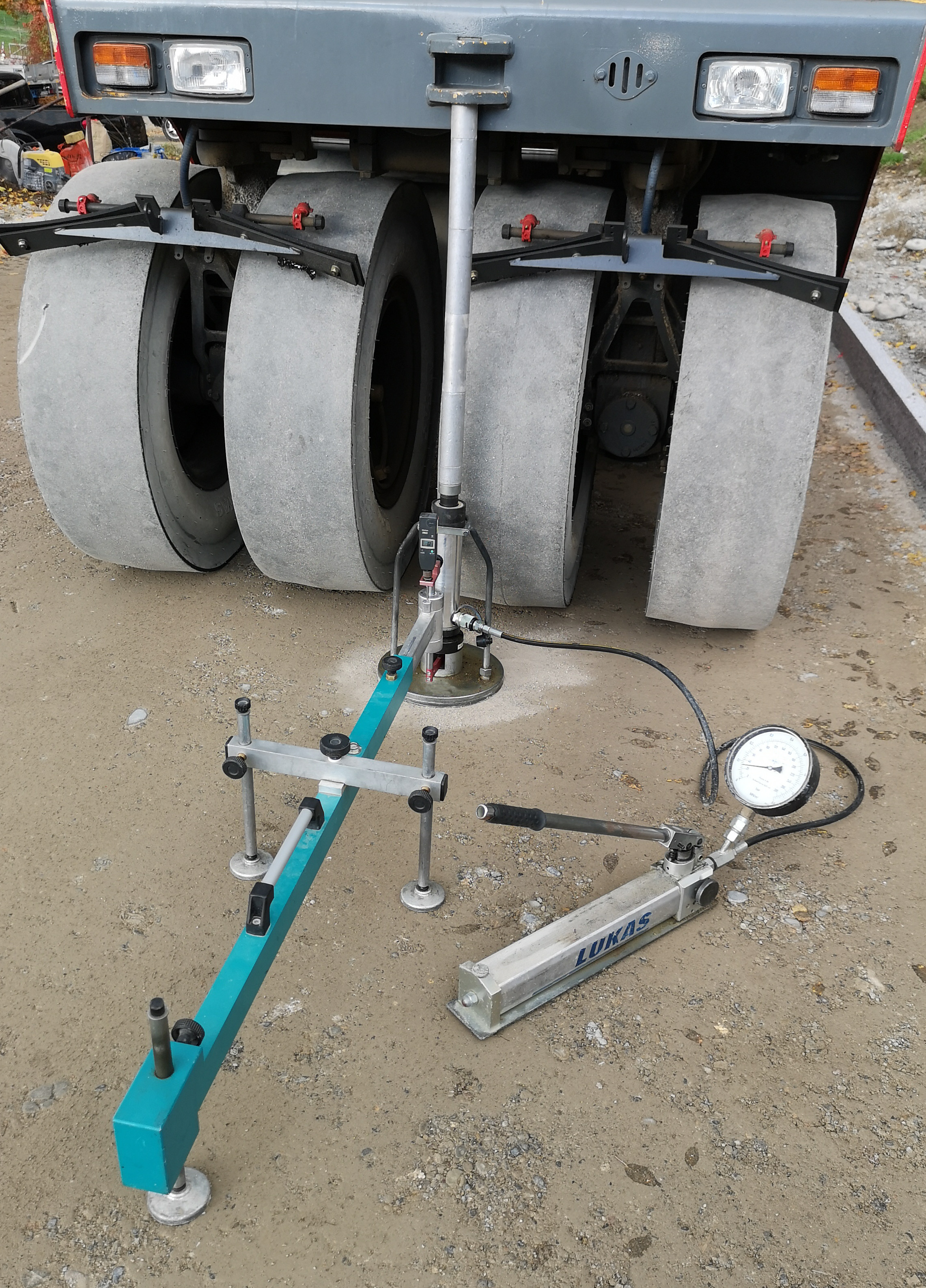
Ensayo de placa de carga

El ensayo de placa de carga es uno de los ensayos "in situ" llevados a cabo para realizar un reconocimiento geotécnico.
Consiste en aplicar una carga sobre una placa (generalmente rígida), colocada sobre la superficie del terreno, y medir los asientos producidos. Puede llegarse a la condición límite de rotura de la muestra, es decir donde termina el ensayo, de no fallar, se toma los valores máximos a los cuales se asignan a los suelos no friccionantes.
Las normativas utilizadas actualmente para la realización de estos ensayos son las UNE 103808:2006, UNE 103807:2008 y ASTM E2835-11. Previamente a estas normativas se utilizó la NLT 357, y antes de esta, solo existían normas en Alemania (DIN 18134) y Suiza (SNV-40317 y STB-59).
En rellenos compactados se suele emplear este ensayo como elemento de control de la capacidad portante de la explanada. Con este fin, se utilizan placas de diámetros de 30, 45 o 60 centímetros, y se aplican tensiones reducidas, sin llegar a rotura, determinando únicamente la deformabilidad del terreno.
En suelos naturales este ensayo puede realizarse en superficie, o en el interior de una cata realizada previamente.
La interpretación del ensayo es inmediata, tanto en deformabilidad como en resistencia, aplicándose las soluciones clásicas de Elasticidad y Plasticidad, para la obtención de los parámetros correspondientes.
En ocasiones, se emplea este ensayo para determinar la deformabilidad del terreno para la cimentación de grandes obras en macizos rocosos (como presas, o túneles a presión). Suele entonces acudirse a placas de mayor tamaño, de hasta 1 metro de diámetro o lado, o incluso más. También se miden los asientos de la placa de puntos situados a diversas profundidades. Las grandes cargas que hay que aplicar requieren disponer un elemento de reacción muy importante, que a menudo es el aspecto más complicado del ensayo. El problema se simplifica si el ensayo se realiza en el interior de una galería: se hacen entonces dos ensayos, sobre las dos paredes opuestas. Esta situación es relativamente frecuente, dado que en general se desea conocer la deformabilidad del macizo a una cierta profundidad, eliminado la zona más meteorizada.
- Datos: Q1476918
- Multimedia: Plattendruckversuch / Q1476918